# Orudiza luctiferata
Orudiza luctiferata är en fjärilsart som beskrevs av Pieter Cornelius Tobias Snellen 1880. Orudiza luctiferata ingår i släktet Orudiza och familjen Uraniidae. Inga underarter finns listade i Catalogue of Life.